# Carolin Beyer
Carolin Beyer (* 1962 in Hamburg) ist eine deutsche Malerin.

## Leben und Werk
Carolin Beyer studierte Illustration und Malerei an der Fachhochschule für Gestaltung, heute Teil der HAW Hamburg. 1997 schloss sie ihr Studium mit einem Diplom ab, in ihrer Diplomarbeit widmete sie sich dem Thema „Malerische Illustration – Illustrative Malerei“. Studienaufenthalte führten sie nach Italien, Frankreich und Spanien. Seit 1992 arbeitet Carolin Beyer freiberuflich in ihrem eigenen Atelier in Hamburg.
Ihr künstlerischer Schwerpunkt liegt auf der Porträtmalerei. „Sie vertritt einen ‘neuen Realismus’ und unternimmt beim Malen Expeditionen in das Seelenleben der Menschen, die sie porträtiert“, schreibt das Hamburger Abendblatt. „Ihr Ziel ist nicht, ein Abbild des Menschen, ein möglichst schmeichelhaftes Bild des Porträtierten zu schaffen, sondern den Kern der Persönlichkeit herauszuschälen“, so die Kunsthistorikerin Barbara Aust-Wegemund in einem Ausstellungskatalog 2011. Zu Carolin Beyers Motiven gehören aber auch Landschaft und christliche Themen, so hat sie unter anderem ein Triptychon für die St. Elisabeth in Hamburg-Harvestehude geschaffen. Für die Pauluskirche in Wladiwostok schuf sie zwei Altarbilder von Jesus und Paulus. 2012 gewann Carolin Beyer den Künstlersonderpreis beim Malwettbewerb „Flower for Life“ der DAK. „Man muss lernen, Gesichter zu lesen“, sagt Carolin Beyer im Interview mit Die Welt. Carolin Beyer hat zudem unterschiedliche Lehraufträge im Fach Bildende Kunst übernommen.

## Ausstellungen

### Einzelausstellungen (Auswahl)
- 1998: Norddeutscher Rundfunk, Hamburg, Werkschau 1988–1998
- 1999: Universität Düsseldorf, Werkschau 1988–1989
- 2002: Elysée-Galerie Hamburg, Begegnungen, Bilder und Graphik (1998–2002)
- 2005: Kunstsammlung Thamsen Nordfriesland, Bongsiel
- 2008: Handelskammer Hamburg, Paare und andere Individualisten in Hamburg
- 2013: Kunstforum GEDOK, Hamburg, Wofürsein? Dafürsein!
- 2015: Norddeutscher Rundfunk, Hamburg, Neue Hängung
- 2016: Benediktiner-Kloster Nütschau, Wofürsein? Dafürsein!
- 2017: Galerie „Kunsthaus an der Alster“, 2gether not alone
- 2018: Galerie Göldner, Bordesholm, Klar Kimming
- 2019: Schloss Reinbek, Prima Vista – Bilder für den zweiten Blick
- 2022: Galerie im Elbsee, Hamburg, Quality times
- 2023: Museum Haus Peters, Vu'n Wegkann un Ankamen

### Gruppenausstellungen (Auswahl)
- 1990: Salon du livre de jeunesse, Paris Jeunes illustrateurs pour demain
- 1997: Katholische Akademie Hamburg, Bixt & Teld – Präsentation der Diplomarbeit Der Silvesterfisch
- 2006: Kunstsammlung Thamsen, Nordfriesland, Bongsiel, Nolde lebt, Sechs Künstler – sechs Positionen
- 2011: Galerie der Handwerkskammer Hamburg, Mal Mutter – Mal Tochter
- 2015: Handelskammer Hamburg, Weite und Licht
- 2016: Berlin.Galerie, Berlin, Benefizausstellung für Teures des Femmes
- 2018: Kunstverein Elmshorn, 35 Künstlerinnern der GEDOK Hamburg
- 2022: Kunsthalle Hamburg, 50 Jahre Lichtwark Gesellschaft
- 2022: Kunstverein Elmshorn, Vis-à-vis – Caroline Beyer und Annette Selle

## Werke
- Kevin Henkes, Carolin Beyer (Illustration): … und dann kam Joselle. Deutscher Taschenbuch Verlag, München 1996, ISBN 978-3-86615-816-0.
- Carolin Beyer: Ach, Sie sind Malerin?. In: Hamburg auf dem Weg zur Weltstadt. Innocentia Verlag, 2006, ISBN 3-9808107-2-0, S. 15–21.